# Satz von Mohr-Mascheroni
Der Satz von Mohr-Mascheroni aus der synthetischen Geometrie besagt, dass jede Konstruktion, die mit Zirkel und Lineal durchgeführt werden kann, bereits mit Zirkel alleine möglich ist. Benannt ist er nach den Mathematikern Georg Mohr und Lorenzo Mascheroni, die ihn unabhängig voneinander bewiesen. Er ist damit das Pendant des Satzes von Poncelet-Steiner.

## Geschichte
Erstmals bewiesen wurde der Satz 1672 von Georg Mohr. Sein Beweis geriet aber in Vergessenheit, sodass der Satz 1797 erneut von Lorenzo Mascheroni bewiesen wurde. Erst später wurde Mohrs Beweis durch Johannes Hjelmslev wiederentdeckt und der Satz nach den beiden Mathematikern benannt. Es folgte eine Reihe von wesentlich einfacheren Beweisen. Die meisten dieser Beweise sind elementargeometrisch, von Jean-Claude Carrega stammt ein algebraischer Beweis der Aussage.

## Aussage
Der Satz besagt Folgendes: Gibt es – ausgehend von einer vorgegebenen Menge von Punkten – ein Konstruktionsverfahren, das durch die wiederholte Anwendung der elementaren Konstruktionen 1 bis 5 einen Punkt P konstruiert, so gibt es auch ein Verfahren, das aus derselben Ausgangslage den Punkt P konstruiert, dabei aber nur die Konstruktionen 2 und 5 benutzt. Die elementaren Konstruktionen sind:
1. Zu zwei (gegebenen oder konstruierten) Punkten kann die Gerade durch diese beiden Punkte konstruiert werden.
2. Zu zwei Punkten kann der Kreis konstruiert werden, der seinen Mittelpunkt im ersten Punkt hat und auf dessen Umfang der zweite Punkt liegt.
3. Zu zwei Geraden lässt sich der Schnittpunkt konstruieren (sofern die Geraden nicht parallel sind).
4. Zu einer Geraden und einem Kreis lassen sich die Schnittpunkte konstruieren (sofern sie existieren), bzw. der Berührpunkt.
5. Zu zwei Kreisen lassen sich die Schnittpunkte bzw. der Berührpunkt konstruieren.

## Beweisidee

Konstruktion der Inversion am Kreis allein mit Zirkel: Der Urbildpunkt P wird am Inversionskreis (rot) gespiegelt, es ergibt sich der Bildpunkt P'.

Die meisten Beweise laufen darauf hinaus, Konstruktionsverfahren anzugeben, wie der Schnittpunkt zweier Geraden bzw. die Schnittpunkte einer Geraden mit einem Kreis mit dem Zirkel allein bestimmt werden können, wobei die Geraden nur durch zwei Punkte gegeben sind. Die folgende Beweisidee macht sich dabei die Inversion am Kreis zu Nutze und geht auf August Adler (1863–1923) zurück.
Die Inversion am Kreis hat die Eigenschaft, dass sie Geraden und Kreise, die nicht durch das Inversionszentrum gehen, auf Kreise abbildet. So kann die Schnittpunktbestimmung auf den Schnitt zweier Kreise zurückgeführt werden, welcher direkt konstruiert werden kann.

## Konstruktionen von Mascheroni
August Adler erklärt in seinem Buch Theorie der geometrischen Konstruktionen aus dem Jahr 1906 u. a. drei Konstruktionen von Mascheroni aus dessen Werk La geometria del compasso, Pavia 1797, die alleinig unter Verwendung eines Zirkels erstellt wurden.

### Länge einer Strecke in beliebig gleiche Teile teilen

Länge einer Strecke z. B. in drei gleiche Teile teilen, Konstruktion alleinig mit einem Zirkel nach Mascheroni.

- Um die Länge der Strecke │AB│ in z. B. drei Teile zu teilen bedarf es der Konstruktion des Punktes C,[3] der gemeinsam mit den gegebenen Punkten A und B (siehe Bild) auf einer virtuellen Linie liegt.

Konstruktionsbeschreibung
Es beginnt mit dem Ziehen des Kreises k um den Punkt A mit dem Radius r = │AB│.
Die folgenden fünf Kreisbögen mit dem gleichen Radius r um die Punkte B, E, F, G und H erzeugen den Schnittpunkt C mit dem Abstand │AC│ = 3 · │AB│.
Nun wird um C ein Kreisbogen mit dem Radius r1 = │AC│ gezogen, die Schnittpunkte sind D und D'.
Die abschließenden Kreisbögen um die Punkte D und D', jeweils mit dem Radius r = │AB│, schneiden sich in X und liefern somit │AX│ = 1/3 · │AB│.

### Mitte einer Strecke

Konstruktion der Mitte einer Strecke alleinig mit einem Zirkel nach Mascheroni. Auch anwendbar für die Bestimmung der Mitte eines Abstandes zweier Punkte

Konstruktion der Mitte einer Strecke, Animation

Durch die Teilung der Strecke AB in zwei gleiche Teile wird deren Mitte bestimmt.
- Das im nebenstehenden Bild eingetragene farbige Dreieck ist für die Lösung der Aufgabe nicht erforderlich, es soll lediglich die mathematischen Zusammenhänge veranschaulichen.

Konstruktionsbeschreibung
Zuerst wird um den Punkt A der Strecke AB der Kreisbogen k1 mit dem Radius AB eingezeichnet.
Der nächste Kreisbogen k2, um den Punkt B mit dem Radius AB, bringt die Schnittpunkte E und E'.
Der Kreisbogen k3 um den Punkt E, durch den Punkt E' mit dem Radius │EE'│, ergibt auf k2 den Schnittpunkt C.
Es folgt der Kreisbogen k4 um den Punkt C, durch den Punkt A mit dem Radius │CA│, er erzeugt die Schnittpunkte D und D'.
Nun zieht man den Kreisbogen k5 um den Punkt D', durch den Punkt A mit dem Radius │D'A│.
Der abschließende Kreisbogen k6 um den Punkt D, durch den Punkt A mit dem Radius │DA│ liefert den Schnittpunkt X, der die gesuchte Mitte der Strecke AB markiert.
- Diese Konstruktion ist auch für die Bestimmung der Mitte eines Abstandes zweier Punkte anwendbar.

### Schnittpunkt zweier Geraden

Schnittpunkt zweier Geraden bestimmen
Die gestrichelten Geraden und die gepunkteten Linien haben keine konstruktive Funktion, sie dienen lediglich der Veranschaulichung.

Schnittpunkt X zweier Geraden bestimmen in 10 Bildern, Animation

Es sind die Schnittpunkte zweier Geraden A B und C D zu bestimmen durch bloßes Schlagen von Kreisbögen.
Konstruktionsbeschreibung
Die vier gegebenen Punkte A B C und  D definieren die Gerade g1 bzw. die Gerade g2.
1. Die an der Geraden g1 gespiegelten Punkte C und D werden als C1 und D1 auf eine imaginäre Gerade projiziert, die ebenfalls die beiden Geraden g1 und g2 im gesuchten Schnittpunkt X (Kreisspiegelung eines Punktes) kreuzt.

Es beginnt mit dem Kreis um den Punkt A mit Radius │AC│. Der darauf folgende Kreis um Punkt B mit Radius │BC│ bringt C1 als Spiegelung es Punktes C. Der Kreis um A mit Radius │AD│ und der um B mit Radius │BD│ schneiden sich im Punkt D1; damit ist auch D an g1 gespiegelt. Der Punkt C" ergibt sich aus dem Kreis mit Radius │DC│ um D1 und dem Kreis mit Radius │DD1│ um C. Die Konstruktionsskizze zeigt nun die Abstände der Punkte auf imaginären Geraden mit den Eigenschaften: │CC"│=│DD1│ und │D1C"│=│DC│; infolgedessen sind │D1C"│ und │DC│ zueinander parallel. Es gilt daher die Proportion:
│C1X│:│C1D1 = C1C│:│C1C"│.
1. Wird die sogenannte vierte geometrische Proportionale │C1X│ = x  zu den nun bekannten drei Streckenlängen │C1C"│ = a, │C1C│ = b und │C1D1 │ = c ermittelt, ist sie durch zwei Kreisbogen um die Punkte C1 und C auf │C1D1 │ abzutragen.[5]

Nach dem Ziehen der beiden konzentrischen Kreise um C1 mit den Radien │C1C"│  = a und │C1C│ = b wird der Punkt E beliebig und der Punkt F mit │EF│ = c auf dem Kreis mit Radius a bestimmt. Der Kreisbogen um F mit Radius b erzeugt Punkt G auf dem Kreis mit Radius b. Der Punkt H auf dem Kreis mit Radius b ergibt sich mittels Kreisbogen um E mit Radius b und erzeugt den Abstand │HG│ mit der gesuchten Länge x. Zwei abschließend gezogene Kreisbögen mit dem Radius x, um die Punkte C1 und C, liefern den gesuchten Schnittpunkt X der Geraden g1 mit g2.

### Mittelpunkt eines Kreises
Konstruktionsbeschreibung

Konstruktion des Mittelpunktes eines Kreises alleinig mit einem Zirkel nach Mascheroni

Konstruktion des Mittelpunktes eines Kreises, Animation

Es beginnt mit dem Festlegen des Punktes O auf dem Kreis k1, seine Position ist frei wählbar.
Um den Punkt O wird der Kreisbogen k2 mit einem beliebigen Radius gezogen, es ergeben sich die Schnittpunkte A und B. Damit sich diese Schnittpunkte ergeben bzw. verwertbar sind, muss der Radius │OA│ größer als die Hälfte des Radius vom Kreis k1 und kleiner als dessen Durchmesser sein.
Es folgt der Kreisbogen k3 um den Punkt B mit dem Radius │BO│.
Der nächste Kreisbogen k4, um den Punkt A mit dem Radius │AO│, bringt den Schnittpunkt C.
Der Kreisbogen k5, um den Punkt C und durch den Punkt O mit dem Radius │CO│, erzeugt die Schnittpunkte S1 und S2.
Nun zieht man den Kreisbogen k6 um den Punkt S2 durch den Punkt O mit dem Radius │S2O│.
Der abschließende Kreisbogen k7 um den Punkt S1, durch den Punkt O mit dem Radius |S1O│ liefert den Schnittpunkt X, der den gesuchten Mittelpunkt des Kreises k1 markiert.

### Kreis aus drei gegebenen Punkten
Man verwandle den Kreis K [k] durch Inversion in eine Gerade g und suche dann umgekehrt den Mittelpunkt jenes Kreises, welcher g in dieser Inversion entspricht.
Konstruktionsbeschreibung

Kreis aus drei gegebenen Punkten A, B, C mithilfe des Inversionskreises k (rot).
Die gestrichelte Gerade und die gepunkteten Linien haben keine konstruktive Funktion, sie dienen lediglich der Veranschaulichung.

Kreis aus drei gegebenen Punkten A, B, C in 8 Bildern, Animation

1. Spiegelung des Punktes C am Inversionskreis k (Kreisspiegelung eines Punktes)

Von den gegebenen Punkten A, B und C dient A als Mittelpunkt des Inversionskreises k (rot) mit Radius │AB│. Die Schnittpunkte F und G auf dem Inversionskreis k entstehen durch den Kreis um C mit Radius │CA│. Je ein Kreisbogen mit Radius │AB│ durch A, um die Punkte F und G, liefert D als Spiegelung des Punktes C sowie die durch B und D verlaufende imaginäre Gerade g.
1. Spiegelung des Punktes A an der Geraden g (Kreisspiegelung einer Geraden)

Der Kreis mit Radius │BA│ um Punkt B und der Kreis mit Radius │DA│ um D erzeugen den Punkt E als Spiegelung des Punktes A an der Geraden g.
1. Spiegelung des Punktes E am Inversionskreis k (Spiegelung eines Punktes).

Der Kreis mit Radius │EA│ um Punkt E erzeugt die Punkte H und I auf dem Inversionskreis k. Je ein Kreisbogen mit Radius │AB│ durch A, um die Punkte H und I, liefert den Mittelpunkt X des gesuchten Kreises. Somit ist X die Spiegelung des Punktes E am Inversionskreis k. Nun bedarf es noch des Ziehens eines Kreises um den konstruierten Mittelpunkt X durch die Punkte seines Umfanges A, B und C.

### Kreisbogen halbieren

Kreisbogen halbieren
Die gepunkteten Linien sind nicht Teil der Konstruktion, sie dienen lediglich der Veranschaulichung.

Kreisbogen halbieren in 5 Bildern, Animation

Hat man demnach den Bogen A B mit Hilfe des Zirkels allein zu halbieren, so geht man folgendermaßen vor (Fig. 70 b): [...]
Konstruktionsbeschreibung
(Der Beschreibung von August Adler nachempfunden)
Nach dem Ziehen ein Kreises mit beliebigem Radius r um den Mittelpunkt O, wird der zu halbierende Kreisbogen O B A (hellgrün) eingetragen. Die beiden Kreise mit Radius r um Punkt A und B und der Kreis mit Radius │AB│ (gleich Länge der Sehne d) um den Mittelpunkt O erzeugen C und D. Der Punkt E entsteht als Schnittpunkt der beiden Kreise mit Radius │CB│ um die Punkte C und D. Der abschließende Kreis um den Punkt D mit Radius │OE│ halbiert in F bzw. G die beiden Kreisbögen O B A (hellgrün) und O A B.

### Fünfeck

Konstruktion der Eckpunkte eines regelmäßigen Fünfecks, alleinig mit einem Zirkel nach Mascheroni

Konstruktion der Eckpunkte eines regelmäßigen Fünfecks, Animation

Das Fünfeck ist Beispiel für die Anwendung folgender Konstruktionsbausteine:
  Die Halbierung des Kreisbogens
  Konstruktion der Fünf- und Zehneckseite 
- Das im nebenstehenden Bild eingetragene farbige Fünfeck ist nicht Teil der Lösung (alleinige Verwendung des Zirkels), es soll lediglich der Veranschaulichung dienen.

Konstruktionsbeschreibung
Es beginnt mit dem Festlegen des Radius │AO│ für den Kreis, der anschließend um seinen Mittelpunkt O gezogen wird.
Nun werden ab dem Punkt A hintereinander vier Kreisbögen mit dem Radius │AO│ auf dem Kreis abgetragen, es ergeben sich die Schnittpunkte B, C, D und E.
Nach Adler folgt jetzt Die Halbierung des Kreisbogens A, B (im nebenstehenden Bild: Kreisbogen OCB):
Hierfür wird zuerst um die Punkte D und A je ein Kreisbogen mit dem Radius │DB│ gezeichnet, dabei wird der Schnittpunkt G generiert.
Nun werden um die Punkte C und E je ein Kreisbogen mit dem Radius │OG│ gezogen, es ergibt den Schnittpunkt K. Der anschließende Kreisbogen mit dem Radius │OG│ um den Punkt A halbiert den Kreisbogen OCB im Punkt P1. Der damit erzeugte Abstand │P1K│ ist die Seitenlänge des Fünfecks.
Abschließend noch die Seitenlänge │P1K│ fünfmal auf dem Kreis abtragen, danach bilden die Punkte P1, P2, P3, P4 und P5 auf dem Kreis ein regelmäßiges Fünfeck.

### Problem von Napoleon

Problem von Napoleon
Konstruktion alleinig mit einem Zirkel nach Mascheroni. Darin wird der Wert, quasi der Wert der Diagonalen des Quadrates mit der Seitenlänge r, konstruiert

Problem von Napoleon, Animation

Eine der bekanntesten Konstruktionen von Mascheroni zeigt die Lösung des sogenannten Problem von Napoleon. Darin wird eine gegebene Kreislinie k mit ihrem Mittelpunkt M, unter alleiniger Verwendung eines Zirkels in vier gleichlange Kreisbögen unterteilt, indem man sozusagen den Wert {\displaystyle r{\sqrt {2}}} der Diagonalen des Quadrates mit der Seitenlänge r konstruiert.
- Die im nebenstehenden Bild eingetragenen gepunkteten Linien sowie das farbige Dreieck sind für die Lösung der Aufgabe nicht erforderlich, sie sollen lediglich die mathematischen Zusammenhänge veranschaulichen.

Konstruktionsbeschreibung
Es beginnt mit dem Einzeichnen der Kreislinie k mit einem beliebigen Radius r um den Mittelpunkt M. Nach dem Festlegen des Punktes A auf k wird der Radius r dreimal mithilfe kurzer Kreisbögen auf k abgetragen, dabei ergeben sich die Punkte B, C und D. Die Punkte ADC sind Eckpunkte des rechtwinkligen Dreiecks mit der Hypotenuse 2r und der kleinen Kathete r. Nach dem Satz von Pythagoras ergibt sich daraus für die größere Kathete der Wert {\displaystyle r{\sqrt {3}}.} Diese Länge, sprich Strecke AC, wird nun in den Zirkel genommen und damit jeweils ein kurzer Kreisbogen um Punkt A ab C bzw. um Punkt D ab B geschlagen. Die beiden Kreisbögen erzeugen den Schnittpunkt E. Die Punkte AME sind Eckpunkte des rechtwinkligen Dreiecks mit der Hypotenuse {\displaystyle r{\sqrt {3}}} und der kleinen Kathete r. Mithilfe des Satzes von Pythagoras ergibt sich infolgedessen für die größere Kathete der Wert {\displaystyle r{\sqrt {2}}.} Dies ist auch der Wert der gesuchten Diagonale des Quadrates mit der Seitenlänge r. Abschließend bedarf es noch eines Kreisbogens um den Punkt D mit dem Radius {\displaystyle r{\sqrt {2}}} (Strecke ME), der die Kreislinie k in den Punkten F und G schneidet. Somit unterteilen die Kreisbögen MAG, MGD, MDF und MFA die Länge der Kreislinie k in vier gleichlange Teile.